# اچ‌ام‌اس اوون (کی۶۴۰)
اچ‌ام‌اس اوون (کی۶۴۰) (به انگلیسی: HMS Owen (K640)) یک کشتی بود. این کشتی در سال ۱۹۴۵ ساخته شد.